# Бантле, Надежда Антоновна
Бантле Надежда Антоновна (10 ноября 1851 — 30 октября 1934, Минск, СССР) — хирург, организатор здравоохранения. Герой Труда (1928).

## Биография
Надежда выросла в семье из восьмерых детей. Отец, Антоний Доминик Бантле (24 февраля 1796 — 21 января 1889), аптекарь в Могилевской губернии.
Окончила женские врачебные курсы при Медико-хирургической академии в Санкт-Петербурге.
15 августа 1876 по предложению Григория Мачтета она вместе с Клушиным и Синькевич очистила квартиру Евгении Бартошевич от компрометирующих материалов. Через два дня была арестована в Петербурге и заключена в Петропавловскую крепость; освобождена 9 октября. Привлекалась к дознанию по обвинению в организации сношений с заключенными Дома предварительного заключения в целях их освобождения.
В конце мая 1877 г. в Дунайскую армию была направлена первая группа слушательниц выпускного V курса. Участница-доброволец Русско-турецкой войны (1877—1878). Некоторое время работала в Новгородской и Саратовской губерниях. Сотрудничала с народовольцами, за что в 1885 году была сослана в село Никольское в Вологодскую губернию.
С 1885 по 1933 гг., 48 лет, возглавляла Никольскую больницу Кадниковского уезда, где на свои деньги наладила производство оспенного детрита для прививок детей.
В 1902—1903 гг открыла специализированную родильную палату. Организовала детские ясли.
В 1923 году во время вспышки туберкулёза на Вологодчине стала инициатором проведения медицинской лотереи доходы от которой (4250 рублей) пошли на борьбу с туберкулёзом.
В Никольском Надежда Бантле проработала до 1933 года, пока ей не исполнилось 79 лет.
В 1933 г вместе с дочкой уехала в Минск, где вскоре умерла и была похоронена на Военном кладбище в Минске.
Осталась в памяти как крупный организатор земской медицины.
Похоронена на Военном кладбище Минска, Белоруссия.

## Награды
- Герой Труда (1 октября 1928)

## Галерея

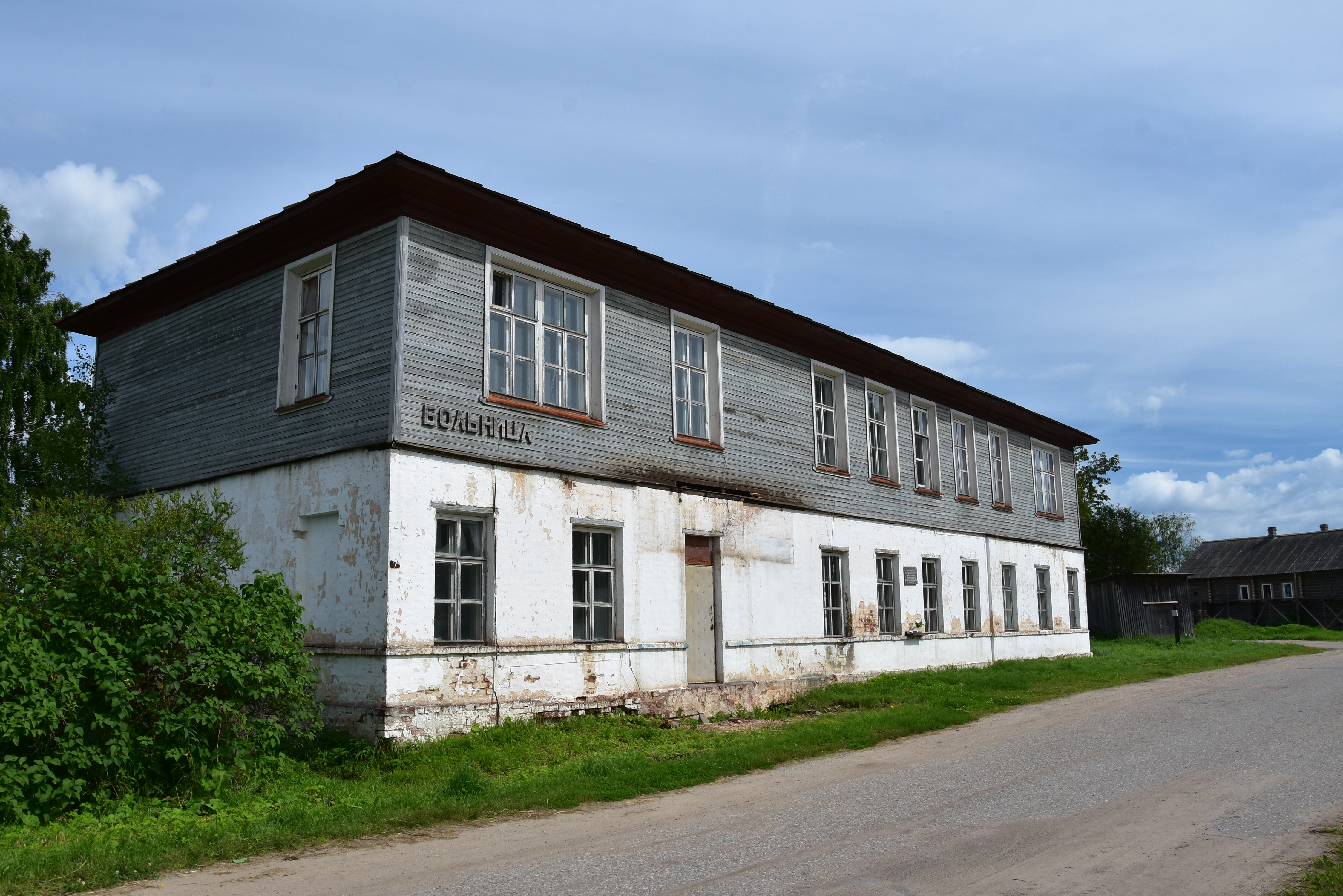
Больница где работала Н.А. Бантле с 1885 по 1933. с. Никольское, Усть-Кубинский р-н
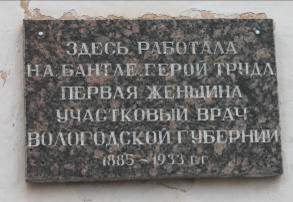
Мемориальная доска на здании больницы в селе Никольское Усть-Кубинского района, Вологодской области, Россия. "ЗДЕСЬ РАБОТАЛА Н.А. БАНТЛЕ ГЕРОЙ ТРУДА ПЕРВАЯ ЖЕНЩИНА УЧАСТКОВЫЙ ВРАЧ ВОЛОГОДСКОЙ ГУБЕРНИИ 1885-1933 г.г. "
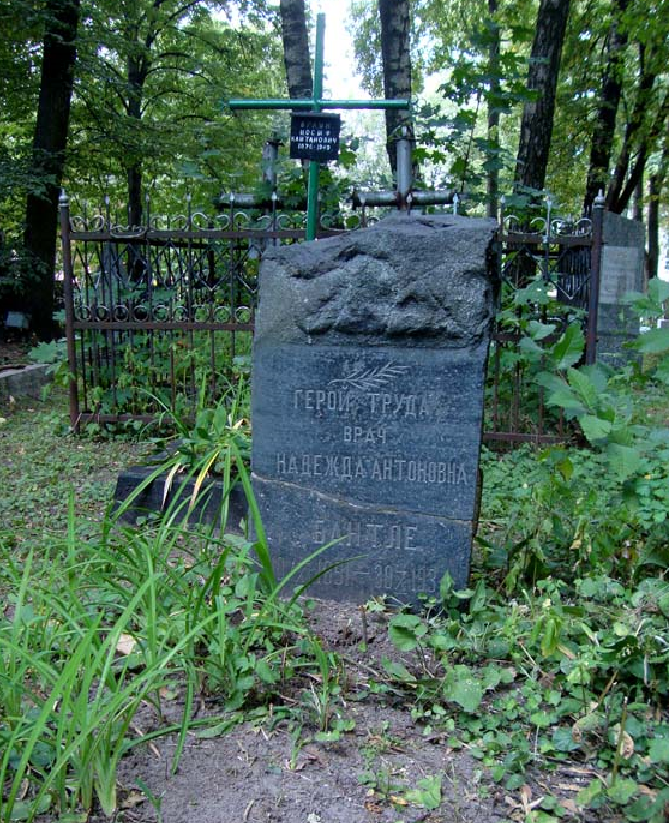
Могила Надежды Антоновны Бантле (1851-1934) на Военном кладбище в г. Минск, Белоруссия